# 100483 NAOJ
أن أي أو جاي (ويعرف أيضًا باسم 100483 أن أي أو جاي وفق تسمية الكوكب الصغير) (بالإنجليزية: NAOJ)‏ هو كويكب ضمن حزام الكويكبات؛ وترتيبه 100483 من حيث الاكتشاف.
اكتُشف هذا الجُرم الفلكي بواسطة ناوتاكا ياماموتو ‏ في 30 أكتوبر 1996، وأُطلق عليه هذا الاسم نسبةً إلى المرصد الفلكي الوطني الياباني.

## وصلات خارجية
- 100483 NAOJ في قاعدة بيانات مختبر الدفع النفاث لأجرام النظام الشمسي الصغيرة

- الاكتشاف · مخطط المدار ·  العناصر المدارية · المعلمات المادية

- 100483 NAOJ على موقع ويكي سكاي: DSS2, SDSS, GALEX, IRAS, Hydrogen α, X-Ray, Astrophoto, Sky Map, Articles and images